# Cimone
Cimone település Olaszországban, Trento megyében. Lakosainak száma 723 fő (2023. január 1.). Cimone Aldeno, Cavedine, Garniga Terme, Villa Lagarina, Pomarolo és Trento községekkel határos.

## Népesség
A település népességének változása:
| Lakosok száma | 710  | 700  | 723  |
|               | 2017 | 2018 | 2023 |